# Bahnschutzpolizei

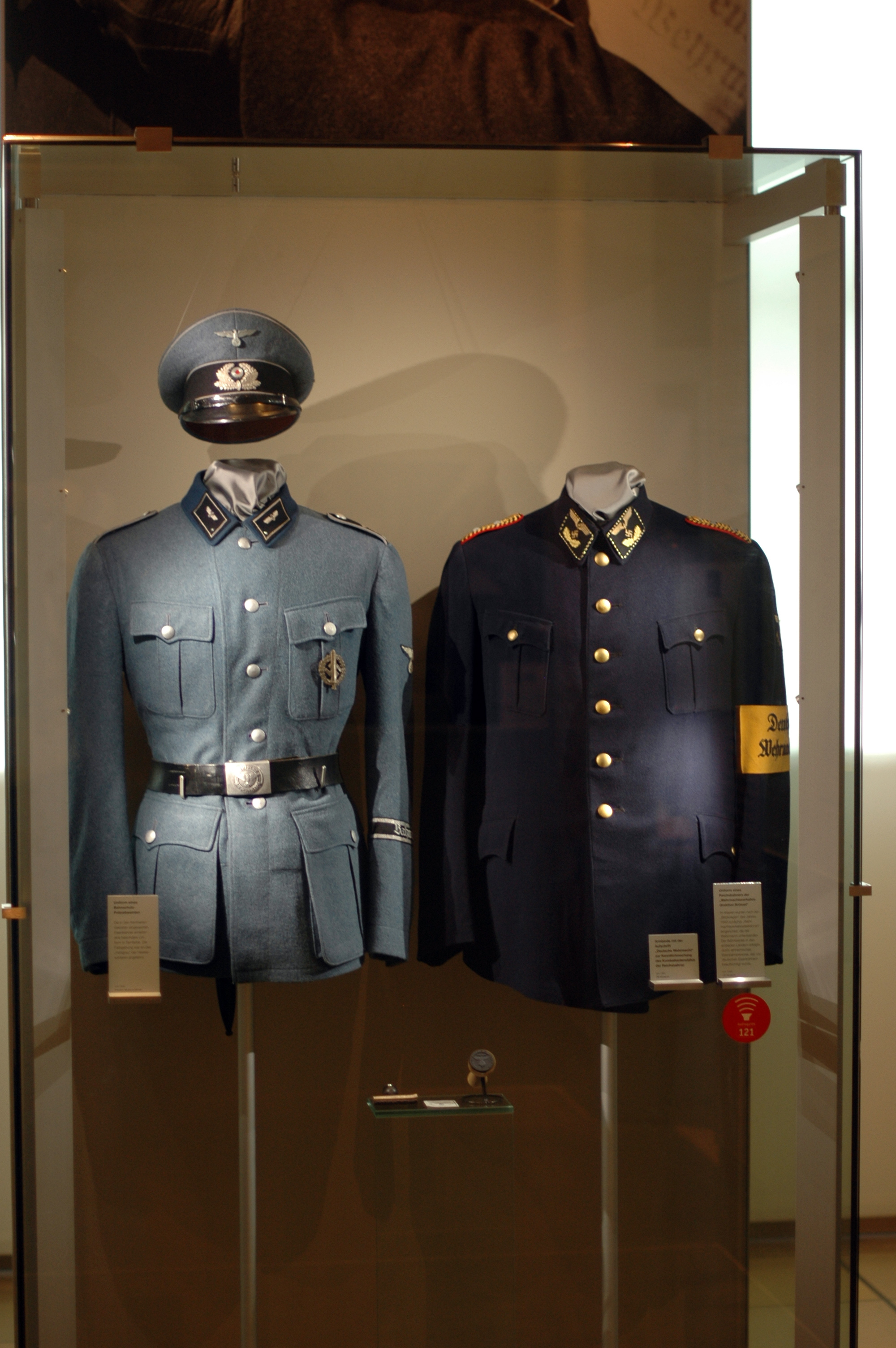
Till vänster en uniform för Bahnschutzpolizei, till höger en uniform för tjänsteman vid Deutsche Reichsbahn i lönegrad 9.

Bahnschutzpolizei (BSP) var 1939–1945 Deutsche Reichsbahns driftspolis med ansvar för allmän ordning och säkerhet inom järnvägsområdet och för skydd och försvar av dess egendom och personal. Detta polisorgan lydde enbart under Deutsche Reichsbahn.

## Tillkomst
BSP bildades efter en sammanslagning av järnvägspolisen (Streifendienst) och driftvärnet (Reichsbahnschutz). Den tidigare järnvägspolisen bildade den fasta kadern, men huvuddelen av organisationen bestod av järnvägspersonal, som vid sidan ordinarie tjänster verkade som driftvärnsmän.

## Organisation
Organisatoriskt räknades BSP som Sonderpolizei, var helt underställd Deutsche Reichsbahn och lydde alltså inte under vare sig polisen eller SS. Under Andra världskriget mobiliserades Bahnschutzpolizei och användes som heltidstjänstgörande järnvägsbevakningsförband i de ockuperade områdena. Som ersättning på rikstyskt territorium bildades därför 1944 SS-Bahnschutz, ett företagshemvärn underställt SS.

## Avveckling
Bahnschutzpolizei avvecklades när Tyskland ockuperades av segrarmakterna efter andra världskriget. I den sovjetiska ockupationszonen bibehölls driftvärnsorganisationen Bahnschutz, som användes för att skydda järnvägens egendom från plundring och förstörelse. Organisationen efterträddes snart av ett järnvägspolisorgan, som vid DDR:s bildande 1949 kom att benämnas Transportpolizei (transportpolisen).

## Tjänstegrader
| Rangordning | Bahnschutzpolizei 1941-1945                       | Bahnschutzpolizei 1939-1941                                                                           | Reichsbahnschutz till 1938                                                                     | Likställd med tjänstegrad i Wehrmacht |
| ----------- | ------------------------------------------------- | --- | ---------------------------------------------------------------------------------------------- | ------------------------------------- |
| 1.          | -                                                 | Staatssekretär als oberster Bahnschutzpolizeiführer Leiter der Gruppe "L" im Reichsverkhrsministerium | Staatssekretär als oberster Bahnschutzführer Leiter der Gruppe "L" im Reichsverkhrsministerium | Generalleutnant                       |
| 2.          | Chef der Bahnschutzpolizei                        | Reichsbahnschutzführer                                                                                | Reichsbahnschutzführer                                                                         | Generalmajor                          |
| 3.          | Stabsführer der Bahnschutzpolizei                 | Stabsführer der Bahnschutzpolizei                                                                     | Bahnbevollmächtiger                                                                            | Oberst                                |
| 3.          | Bahnschutzpolizei-Bezirkshauptführer              | Bahnschutzpolizei-Bezirkshauptführer                                                                  | Bahnschutz-Bezirkshauptführer Stabsführer im Reichsverkehrsministerium                         | Oberstleutnant                        |
| 4.          | Bahnschutzpolizei-Bezirksführer                   | Bahnschutzpolizei-Bezirksführer                                                                       | Bahnschutz-Bezirksführer                                                                       | Major                                 |
| 5.          | Bahnschutzpolizei-Hauptabteilungsführer           | Bahnschutzpolizei-Hauptabteilungsführer                                                               | Bahnschutz-Abteilungsführer                                                                    | Hauptmann                             |
| 6.          | Bahnschutzpolizei-Oberabteilungsführer            | Bahnschutzpolizei-Oberabteilungsführer                                                                | Bahnschutz-Oberabteilungsführer                                                                | Oberleutnant                          |
| 7.          | Bahnschutzpolizei-Abteilungsführer                | Bahnschutzpolizei-Abteilungsführer                                                                    | Bahnschutz-Abteilungsführer                                                                    | Leutnant                              |
| 8.          | Bahnschutzpolizei-Oberzugführer                   | Bahnschutzpolizei-Oberzugführer                                                                       | Bahnschutz-Oberzugführer                                                                       | Oberfeldwebel                         |
| 9.          | Bahnschutzpolizei-Zugführer                       | Bahnschutzpolizei-Zugführer                                                                           | Bahnschutz-Zugführer                                                                           | Feldwebel                             |
| 10.         | Bahnschutzpolizei-Unterzugführer                  | Bahnschutzpolizei-Unterzugführer                                                                      | Bahnschutz-Unterzugführer                                                                      | Unterfeldwebel                        |
| 11.         | Bahnschutzpolizei-Gruppenführer                   | Bahnschutzpolizei-Gruppenführer                                                                       | Bahnschutz-Gruppenführer                                                                       | Unteroffizier                         |
| 12.         | Stellvertretender Bahnschutzpolizei-Gruppenführer | Stellvertretender Bahnschutzpolizei-Gruppenführer                                                     | Stellvertretender Bahnschutz-Gruppenführer                                                     | Obergefreiter                         |
| 13.         | Bahnschutzpolize-Mann                             | Bahnschutzpolize-Mann                                                                                 | Bahnschutz-Mann                                                                                | Gefreiter                             |
| 14.         | Bahnschutzpolizei-Anwärter                        | Bahnschutzpolizei-Anwärter                                                                            | Bahnschutz-Anwärter                                                                            | Schütze                               |